# Huaibin
Huaibin (chinesisch 淮滨县, Pinyin Huáibīn Xiàn) ist ein Kreis der bezirksfreien Stadt Xinyang in der chinesischen Provinz Henan. Er hat eine Fläche von 1.208 km² und zählt 580.400 Einwohner (Stand: Ende 2018).

## Administrative Gliederung
Auf Gemeindeebene setzt sich Huaibin aus vier Straßenvierteln, fünf Großgemeinden und zehn Gemeinden zusammen. Diese sind:
- Straßenviertel Binhu (滨湖街道), Sitz der Kreisregierung;
- Straßenviertel Guihua (桂花街道);
- Straßenviertel Langan (栏杆街道);
- Straßenviertel Shunhe (顺河街道);
- Großgemeinde Fanghu (防胡镇);
- Großgemeinde Maji (马集镇);
- Großgemeinde Qisi (期思镇);
- Großgemeinde Xinli (新里镇);
- Großgemeinde Zhaoji (赵集镇);
- Gemeinde Dengwan (邓湾乡);
- Gemeinde Gucheng (固城乡);
- Gemeinde Gudui (谷堆乡);
- Gemeinde Luji (芦集乡);
- Gemeinde Sankongqiao (三空桥乡);
- Gemeinde Taitou (台头乡);
- Gemeinde Wangdian (王店乡);
- Gemeinde Wangjiagang (王家岗乡);
- Gemeinde Zhangli (张里乡);
- Gemeinde Zhangzhuang (张庄乡).